# Kelmė (stad)
Kelmė is een stad in Litouwen en ligt aan het riviertje Kražantė. De stad ligt aan de snelweg Sovjetsk-Šiauliai-Riga.
De stad werd in 1295 genoemd en kreeg in de 16e eeuw stadsrechten.

## Geboren
- Monika Paulikienė (1994), beachvolleyballer